# Kopriva, Mitrovica
Kopriva (albanska: Kopriva, (serbiska: Kopriva) är en by i Kosovo. Den ligger i kommunen Mitrovica. Enligt den senaste folkräkningen år 2011 fanns det 55 invånare.

## Demografi
| Demografi | 2011 |
| --------- | ---- |
| albaner   | 55   |